# Quint Labiè (general)
Quint Labiè (en llatí Quintus Labienus) (m. 39 aC) va ser un general romà republicà, més tard al servei de Pàrtia.

## Biografia
Era fill de Tit Labiè, tribú de la plebs i antic general de Juli Cèsar. Com el seu pare, durant la guerra civil, era membre de la facció republicana, a la qual es va unir obertament a la mort de Cèsar (44 aC). Els dirigents republicans el van enviar a Pàrtia per demanar ajut al rei Orodes II de Pàrtia contra els seguidors de Cèsar. Va romandre molt de temps a la cort del rei part, però no va obtenir cap resposta concreta, i quan va saber el resultat advers de la batalla de Filipos (42 aC), tement per la seva vida si tornava a Roma, va decidir quedar-se a Pàrtia.
Dels triumvirs, mentrestant, Octavi estava ocupat en la guerra contra Sext Pompeu i Marc Antoni, que es va fer càrrec del govern de l'Orient, el governava des d'Egipte, on vivia al costat de Cleòpatra. Labiè va aconseguir llavors convèncer el rei part d'aprofitar l'oportunitat per envair les províncies romanes de l'Àsia i el rei va confiar al seu fill Pacoros i al mateix Labiè un exèrcit poderós que va envair Síria (40 aC). L'exèrcit va ser aturat davant dels murs d'Apamea, però com que moltes guarnicions eren formades per antics soldats de Brut i Cassi, que s'havien unit als triumvirs després de la derrota republicana, la realitat va ser que els parts gairebé no van trobar resistència i molts soldats es van unir a Labiè. El governador, Decidi Saxa, va seguir lleial als triumvirs, però va ser derrotat en batalla i Antioquia i Apamea van caure en mans dels parts.
Els parts van sotmetre Síria completament i van avançar cap a Palestina cridats per una facció jueva, mentre Labiè entrava a Àsia Menor perseguint Saxa, al qual va capturar i matar a Cilícia. Les ciutats se li van sotmetre sense lluita, excepte Alabanda, Milasa i Estratonicea. Les dues primeres les va ocupar per assalt, però la darrera va resistir. Llavors, segons les monedes, Labiè va prendre el títol d'"emperador dels parts" (les monedes tenien a l'anvers el rostre de Labiè i la llegenda Q[uintus] LABIENVS PARTHICVS IMP[erator] i al revers un cavall, en referència a la cavalleria dels parts), mentre Hibrees, el defensor de Milasa, es va fer dir irònicament "emperador dels caris".
El 39 aC Marc Antoni va enviar un exèrcit a l'Àsia Menor sota el comandament de Publi Ventidi Bas, amb el càrrec de legat. Ventidi va arribar a prop de les forces de Labiè abans que aquest en tingués notícia ni que pogués comptar amb els seus aliats parts. En aquesta situació, Labiè va decidir retirar-se a Síria i reunir-se amb Pacoros, però Ventidi li va barrar el pas a les muntanyes del Taure. Aquí van quedar tots dos aturats: Ventidi esperant reforços i Labiè esperant l'exèrcit part.
Els parts que van anar en el seu ajut van ser rebutjats per les forces de Ventidi i llavors els soldats de Labiè es van dispersar. El mateix Labiè, disfressat, va fugir cap a Cilícia, on va estar amagat durant un temps, fins que, finalment, va ser descobert per Demetri, un llibert d'Octavi, i assassinat.